# Ulpia Traiana Sarmizegetusa

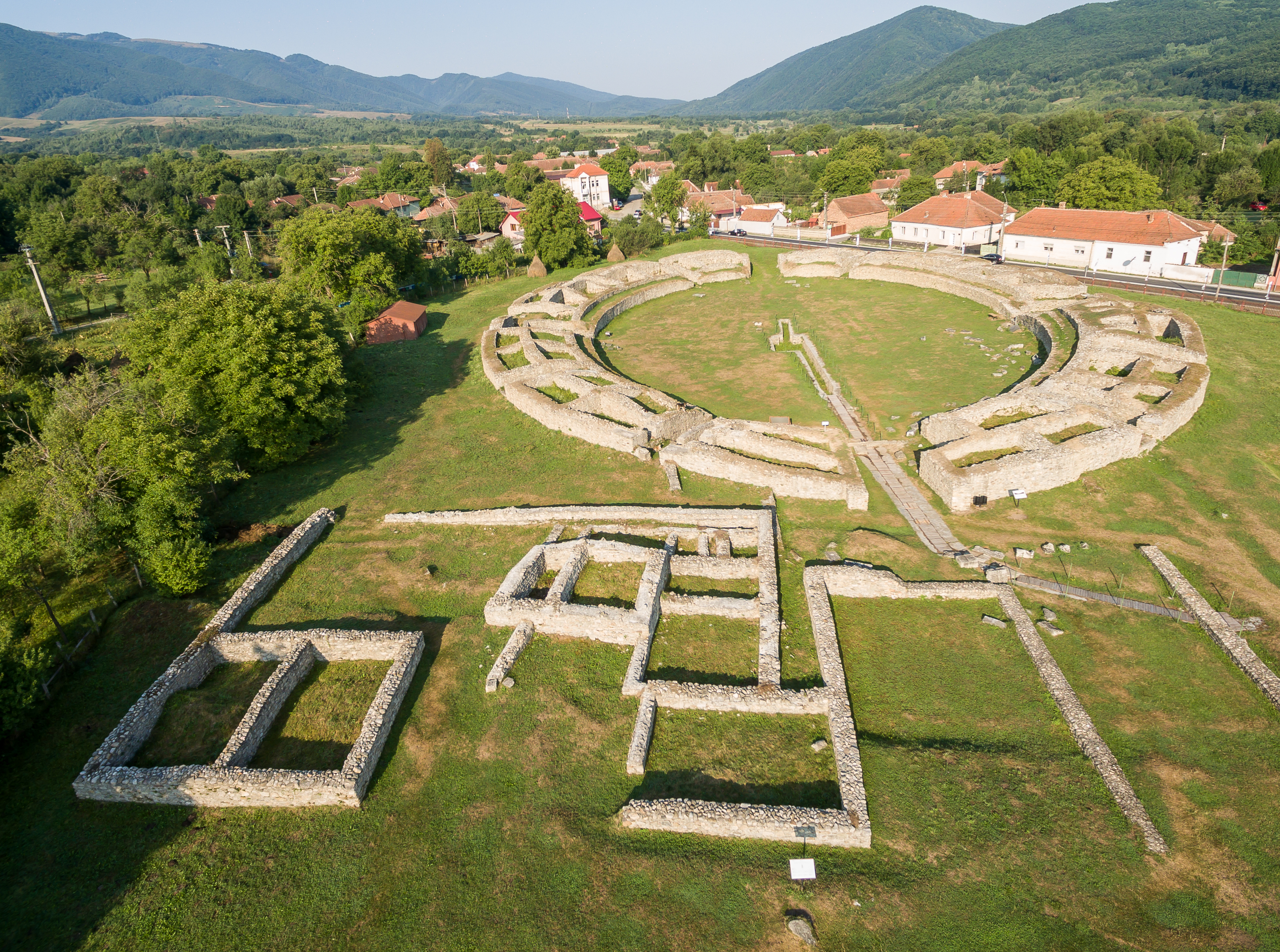
Pozostałości amfiteatru i jego otoczenia

Colonia Ulpia Traiana Augusta Dacica Sarmizegetusa – dawna stolica i największe miasto rzymskiej Dacji; później nazwana Ulpia Traiana Sarmizegetusa dla upamiętnienia dawnej stolicy dackiej, położonej około 40 km dalej. 
Zbudowane na terenie obozu Piątego Legionu Macedońskiego miasto zostało zasiedlone przez weteranów wojen dackich. Od samego początku otrzymało rangę kolonii i status ius Italicum. Na obszarze 30 hektarów mieszkało 20–25 tysięcy osób. Ulpia Traiana była politycznym, administracyjnym i religijnym centrum rzymskiej Dacji w II i III wieku.
Miasto zostało zniszczone przez Gotów. Dzisiaj Ulpia Traiana pozostaje w ruinie, z częściowo zachowanym forum, amfiteatrem i pozostałościami kilku świątyń.